# Rudolf Martin (Schauspieler)
Rudolf Martin, selten auch Rudolph Martin, (* 31. Juli 1967 in West-Berlin) ist ein deutscher Schauspieler.

## Leben
Rudolf Martin studierte in Berlin Amerikanische und Englische Literatur und in Paris Theaterkünste. In New York schrieb er sich am The Lee Strasberg Theatre Institute ein. Während dieser Zeit spielte er in dem Kurzfilm Der flämische Meister, der 1994 für einen Oscar nominiert wurde, seine erste professionelle Rolle.
Bis 1999 lebte Martin in New York, wo er von 1993 bis 1996 in der Soap-Opera All my Children mitspielte, dann zog er nach Los Angeles, Kalifornien, um seine Karriere fortzusetzen. Bekannt ist Rudolf Martin in Deutschland durch die Filme Lautlos, Passwort: Swordfish wie auch  Dark Prince, in dem er Vlad Dracul darstellt, als auch durch etliche Gastrollen u. a. in den Serien CSI: Den Tätern auf der Spur, Buffy – Im Bann der Dämonen, 24 und Navy CIS, wo er den Terroristen Ari Haswari spielt.

## Filmografie (Auswahl)

### Filme
- 1993: Der flämische Meister (The Dutch Master)
- 1995: Café Babel
- 1995: Run for Cover
- 1997: Fall
- 1998: High Art
- 1999: Watershed
- 1999: When
- 2000: Punks
- 2000: Teuflisch (Bedazzled)
- 2000: Dark Prince: The True Story of Dracula
- 2001: Passwort: Swordfish
- 2002: The Scoundrel’s Wife
- 2004: Lautlos
- 2004: Bloodlines
- 2004: Paparazzo
- 2005: River’s End
- 2005: Hoboken Hollow
- 2006: Two Nights (Kurzfilm)
- 2006: Hyenas
- 2007: Sunrise (Kurzfilm)
- 2007: Last Exit
- 2008: The Hitchhiking Game (Kurzfilm)
- 2009: Raven
- 2009: Heiße Spur
- 2010: Die Jagd nach der Heiligen Lanze
- 2011: Identity Report – Der Feind in meinem Kopf (Pig)
- 2011: The Collector (Kurzfilm)
- 2011: Hyenas
- 2012: Three Holes, Two Brads, and a Smoking Gun
- 2013: Bela Kiss: Prologue
- 2019: Le Mans 66 – Gegen jede Chance (Ford v. Ferrari)

### Fernsehserien
- 1993–1996: All My Children (7 Folgen)
- 1999: Sliders – Das Tor in eine fremde Dimension (Sliders, eine Folge)
- 1999–2001: Beggars & Choosers (22 Folgen)
- 2000: Buffy – Im Bann der Dämonen (Buffy the Vampire Slayer, eine Folge)
- 2001–2002: 24 (5 Folgen)
- 2002: Star Trek: Enterprise (Enterprise, eine Folge)
- 2003: Für alle Fälle Amy (Judging Amy, eine Folge)
- 2003: CSI: Den Tätern auf der Spur
- 2004: CSI: Miami
- 2005: Crossing Jordan – Pathologin mit Profil (Crossing Jordan)
- 2004–2005, 2012: Navy CIS (7 Folgen)
- 2006: Stargate – Kommando SG-1 (Stargate SG-1, eine Folge)
- 2006: Dexter (3 Folgen)
- 2007: Moonlight (eine Folge)
- 2008: Mad Men (eine Folge)
- 2011: Nikita (eine Folge)
- 2011: Borgia (eine Folge)
- 2012: The Mentalist (eine Folge)
- 2016: Lethal Weapon (eine Folge)
- 2017: S.W.A.T. (eine Folge)